# 鬼怒立岩信号場

配線図
A:東武ワールドスクウェア　B:鬼怒川温泉

鬼怒立岩信号場（きぬたていわしんごうじょう）は、栃木県日光市鬼怒川温泉大原にある、東武鉄道鬼怒川線の信号場。東武ワールドスクウェア駅と鬼怒川温泉駅の間の、東武ワールドスクウェア駅から1.0 km、鬼怒川温泉駅から0.8 kmの地点にある。
当信号場から下今市側は単線、鬼怒川温泉側は複線となる。かつては旅客が乗降可能な駅であったが、1964年（昭和39年）に廃止され信号場に格下げとなり、同時に当信号場と鬼怒川温泉駅の間が複線化された。

## 歴史
- 1917年（大正6年）11月1日：大原駅として開業[1]。
- 1922年（大正11年）
  - 3月19日：下原駅に改称[3]。
  - 11月1日：下原駅を大滝駅方に1.1 km移転[4]。
- 1933年（昭和8年）1月1日：鬼怒立岩駅に改称[1]。
- 1964年（昭和39年）10月8日：鬼怒立岩駅廃止、信号場に変更[1][6]。

## 周辺
- 日光市立藤原中学校
- 国道121号

## 隣の駅
東武鉄道
 鬼怒川線
東武ワールドスクウェア駅 (TN 55) - 鬼怒立岩信号場 - 鬼怒川温泉駅 (TN 56)